# Zacharias (Nieuwe Testament)
Zacharias of Zakariya (Hebreeuws: זכריה, Grieks: Ζαχαρίας) was volgens Lucas 1:5-25 in het Nieuwe Testament de vader van Johannes de Doper, een priester in de Joodse tempel en de man van Elisabet, een nicht van Maria (moeder van Jezus). Het verhaal speelt zich af rond 8 v.Chr., tijdens de regering van Herodes de Grote, koning van Judea.

## Verhaal

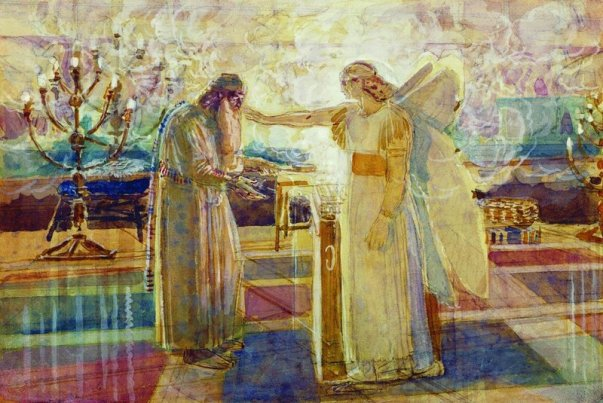
De verschijning van de engel aan Zacharias (Aleksandr Ivanov)

Lucas karakteriseerde Zacharias en Elisabet als rechtvaardig voor God en onberispelijk. Ze leefden naar alle geboden en eisen van God. Zij waren kinderloos, omdat Elisabet onvruchtbaar was, en ze waren op hoge leeftijd gekomen.
Zacharias werd door het lot aangewezen om als priester dienst te doen in de tempel. Hij moest daar het reukoffer binnen brengen. Toen hij daar binnen was, verscheen een engel aan hem. Zacharias was bang voor de engel, maar de engel zei tegen hem niet bang te zijn. Hij zou een zoon krijgen, die vervuld zou zijn met de Heilige Geest en de wegbereider van de Heer zijn. Zacharias vroeg de engel waaraan hij dit kon weten. De engel antwoordde dat Zacharias niet zou kunnen spreken tot de dag van de geboorte van zijn zoon. Dit was inderdaad het geval, en toen hij de tempel weer uitkwam, was hij niet in staat om de menigte toe te spreken, die zich daar verzameld had. Toch begrepen zij dat hij een visioen had gezien.
Zacharias bleef inderdaad stom, en Elisabet werd zwanger. Toen Elisabet een zoon gebaard had, wilden de buren het kind op de achtste dag besnijden en het de naam Zacharias geven, naar zijn vader. Elisabet stond er echter op dat het kind Johannes genoemd zou worden. Men vroeg Zacharias om een beslissing te nemen. Hij vroeg om een schrijftafel, en schreef de woorden: 'Johannes is zijn naam'. Op dat moment werd hij verlost van zijn stomheid en werd hij vervuld met de Heilige Geest. Hij sprak de profetie die bekend is geworden als de lofzang van Zacharias.

## Zacharias in de islam
Ook volgens de Koran was Zacharias (Arabisch: زكريا) de vader van Johannes de Doper.